# Ossicodone/naloxone
La combinazione ossicodone/naloxone (OXN) a rilascio prolungato è indicata in Italia per il trattamento del dolore severo.

## Molecola
La combinazione ossicodone/naloxone (OXN) a rilascio prolungato è un farmaco oppioide che svolge una duplice azione:
- Sollievo dal dolore grazie all'ossicodone, un agonista dei recettori oppioidi a livello del sistema nervoso centrale (SNC);
- Contrasta la stipsi indotta dagli oppioidi grazie al naloxone che agisce come antagonista dei recettori degli oppioidi.[1]

Infatti, il naloxone, quando somministrato in rapporto 1:2 con l'ossicodone, blocca l'effetto inibitorio dell'ossicodone sul tratto gastrointestinale. Pertanto, il vantaggio di questo farmaco consiste nel mantenere l'efficacia analgesica dell'ossicodone migliorando al tempo stesso la funzionalità intestinale altrimenti compromessa.

## Chimica
L'ossicodone è un alcaloide oppioide semisintetico strutturalmente e con un'efficacia simile alla morfina, ma con una potenza superiore (rapporto di equianalgesia 1:1,5). 

Il naloxone è un antagonista sintetico competitivo dei recettori oppioidi e solo dopo somministrazione endovenosa, inibisce gli effetti periferici e centrali degli oppioidi.

## Farmacologia

### Meccanismo d'azione
Grazie all'antagonismo competitivo locale del naloxone sull'effetto dell'ossicodone sul recettore oppioide del tratto intestinale, il naloxone riesce a ridurre i disturbi della funzione intestinale tipici di un trattamento con oppioidi. Dall'altra parte, dato che il naloxone orale è soggetto ad un marcato metabolismo di primo passaggio, la sua ridotta biodisponibilità non impedisce l'effetto analgesico degli oppioidi.

### Farmacocinetica
I risultati di studi farmacocinetici dimostrano che la co-somministrazione di ossicodone a rilascio prolungato (RP) e di naloxone RP, in un'associazione a dosaggio fisso, non interferisce significativamente con la biodisponibilità dei due singoli composti.
Il rilascio di ossicodone è bifasico, con una prima fase relativamente veloce che fornisce una rapida analgesia, seguito da un secondo rilascio più controllato che prolunga per 12h la sua efficacia.

### Usi clinici
L'efficacia dell'associazione ossicodone/naloxone è stata valutata principalmente in tre studi clinici in doppio cieco, condotti su pazienti di età ≥18 anni affetti da dolore cronico di grado da moderato a grave. 
Nei tre studi la fase in doppio cieco è durata 12 settimane e gli studi sono stati seguiti da una estensione in aperto di 52 settimane che ha confermato i risultati positivi ottenuti nella fase in doppio cieco.
Nel primo studio condotto per valutare l'efficacia analgesica della terapia combinata verso placebo, il tempo medio intercorso fra l'assunzione della prima dose del trattamento sperimentale e l'insorgenza di eventi dolorosi ricorrenti è risultato significativamente maggiore nel braccio trattato con il trattamento sperimentale rispetto al controllo (32,2 vs 19,3 giorni, p<0.0001) mentre non sono state riscontrate differenze statisticamente significative rispetto al braccio trattato con il solo ossicodone.
Negli altri due studi condotti per valutare l'efficacia sulla costipazione verso il solo ossicodone, è stata riscontrata una riduzione significativa del punteggio BFI (bowel function index) medio nel braccio trattato con la terapia combinata rispetto al controllo e un numero significativamente minore di pazienti ha avuto bisogno di ricorrere a lassativi di salvataggio rispetto al braccio trattato con il solo ossicodone. Nei tre studi clinici la maggior parte degli eventi avversi più frequentemente segnalati erano di grado da lieve a moderato, e si sono verificati con una frequenza simile nei 2 bracci di trattamento.

### Effetti collaterali
Il farmaco è generalmente ben tollerato e gli eventi avversi osservati negli studi di fase II e III e in uno studio tedesco osservazionale post-marketing, sono quelli tipici degli analgesici oppioidi: quelli maggiormente riportati sono diarrea, mal di testa, vomito, nausea.
Negli studi randomizzati e controllati che hanno confrontato l'ossicodone in monoterapia con l'associazione ossicodone/naloxone non è mai stata dimostrata una significativa differenza di incidenza di eventi avversi tra i due trattamenti. 
Secondo il giudizio dei medici curanti, la tollerabilità del trattamento con ossicodone/naloxone è risultata buona/molto buona nel 90% dei casi (87% secondo il giudizio dei pazienti)Secondo il giudizio medico finale, la tollerabilità della associazione ossicodone/naloxone  è risultata migliore/molto migliore rispetto al precedente trattamento analgesico nell'85% dei pazienti.